# Talk (Khalid)
Talk è un singolo del cantante statunitense Khalid, pubblicato il 7 febbraio 2019 come primo estratto dal secondo album in studio Free Spirit.

## Descrizione
Quinta traccia dell'album, Talk è un brano R&B che ha una durata di 3 minuti e 17 secondi.

## Video musicale
Il video musicale è stato reso disponibile l'11 marzo 2019.

## Tracce
Testi e musiche di Khalid Robinson, Howard Lawrence e Guy Lawerence.
Download digitale
1. Talk – 3:17

Download digitale – Disclosure VIP
1. Talk (Disclosure VIP) – 4:33

Download digitale – Jarami Remix
1. Talk (Jarami Remix) – 2:24

Download digitale – Alle Farben Remix
1. Talk (Alle Farben Remix) – 2:47

Download digitale – Remix
1. Talk (con Megan Thee Stallion e Yo Gotti) (Remix) – 3:46

## Formazione
Musicisti
- Khalid – voce

Produzione
- Disclosure – produzione
- Denis Kosiak – produzione vocale, ingegneria del suono, missaggio
- John Kercy – ingegneria del suono
- Jon Castelli – missaggio
- Guy Lawerence – missaggio della strumentazione
- Dale Becker – mastering
- Michael Romero – assistenza al missaggio
- Ingmar Carlson – assistenza al missaggio
- Josh Deguzman – assistenza al missaggio

## Classifiche

### Classifiche settimanali
| Classifica (2019) | Posizione massima |
| ----------------- | ----------------- |
| Australia         | 4                 |
| Austria           | 63                |
| Belgio (Fiandre)  | 35                |
| Belgio (Vallonia) | 17                |
| Canada            | 14                |
| Corea del Sud     | 105               |
| Danimarca         | 9                 |
| Estonia           | 26                |
| Francia           | 97                |
| Germania          | 88                |
| Grecia            | 24                |
| Irlanda           | 8                 |
| Lettonia          | 23                |
| Lituania          | 12                |
| Malaysia          | 9                 |
| Norvegia          | 22                |
| Nuova Zelanda     | 1                 |
| Paesi Bassi       | 19                |
| Portogallo        | 25                |
| Regno Unito       | 9                 |
| Repubblica Ceca   | 35                |
| Singapore         | 12                |
| Slovacchia        | 22                |
| Stati Uniti       | 3                 |
| Svezia            | 32                |
| Svizzera          | 50                |
| Ungheria          | 33                |

### Classifiche di fine anno
| Classifica (2019) | Posizione |
| ----------------- | --------- |
| Australia         | 17        |
| Belgio (Vallonia) | 80        |
| Canada            | 22        |
| Danimarca         | 42        |
| Irlanda           | 42        |
| Lettonia          | 67        |
| Nuova Zelanda     | 6         |
| Paesi Bassi       | 67        |
| Portogallo        | 67        |
| Regno Unito       | 43        |
| Stati Uniti       | 8         |
| Sudafrica         | 6         |